# Euxoa altens
Euxoa altens là một loài bướm đêm thuộc họ Noctuidae. Nó được tìm thấy ở British Columbia, phía nam đến Oregon và California.